# L'Aiguillon
L'Aiguillon es una localidad  y comuna francesa, situada en el departamento del Ariège en la región de Mediodía-Pirineos, en la región natural del pays d'Olmes.
A sus habitantes se les conoce por el gentilicio en francés Aiguillonnais.

## Demografía
| 341 | 372 | 391 | 437 | 480 | 422 |
| Para los censos de 1962 a 1999 la población legal corresponde a la población sin duplicidades (Fuente: INSEE [Consultar]) |     |     |     |     |     |

(Población sans doubles comptes según la metodología del INSEE).